# Charles Van Den Born
Charles-Louis Van Den Born, né le 11 juillet 1874 à Liège et mort le 24 janvier 1958  à Saint-Germain-en-Laye, est un cycliste et aviateur belge. Il est le premier en décembre 1910 à voler en Extrême-Orient à Saïgon puis en 1911 à Bangkok, Hong Kong et Canton.

## Biographie
Né le 11 juillet 1874, Charles Van Den Born est issu d'une famille bourgeoise liégeoise et d'une mère française. Il grandit dans le quartier d'Hocheporte.
Il est cycliste professionnel de 1895 à 1910. Durant cette période, il remporte à sept reprises le championnat de Belgique de vitesse. Il obtient la médaille de bronze au championnat d'Europe en 1907 et aux championnats du monde sur piste en 1908 à Leipzig.
En 1909, Van Den Born rencontre dans un train un des pionniers de l'aviation Henri Farman qui lui transmet sa passion pour le vol.
Le 23 janvier 1910, Van Den Born remporte le prix Buirette avec un biplan Farman, en réalisant en aéroplane le circuit aérodrome de Bouy, camp de Châlons – Suippes – aérodrome de Bouy.

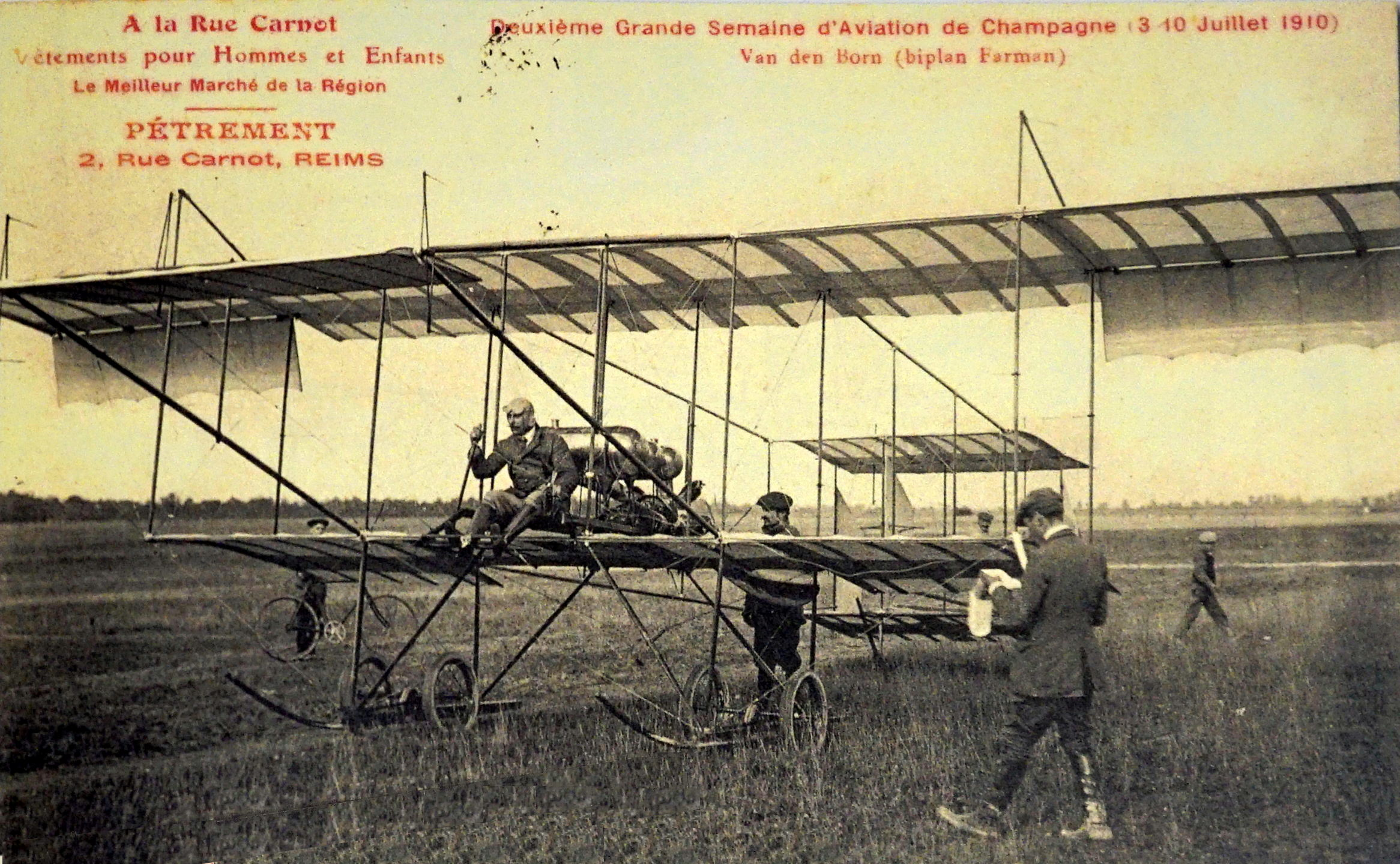
En pilote lors de la Grande Semaine d'aviation de la Champagne en 1910.

Le 31 mars 1910, il devient le sixième Belge à obtenir sa licence de pilote. Farman lui confie alors la gestion de son école de pilotage. En juin 1910, il participe à la Grande Semaine d'aviation de Rouen où il s'écrase avec son avion. La même année, Van Den Born part avec sa femme en Indochine. Là bas, il contribue à la construction d'un biplan Farman. Le 15 décembre 1910, environ 100 000 spectateurs assistent au vol au-dessus de l'Hippodrome de Phu Tho. Cet événement fut célébré en décembre 2010 au Vietnam. Il est le premier aviateur à atterrir à Bangkok, Hong Kong et Canton. En janvier 1911, il a effectue une démonstration devant le roi de Siam, Rama VI. Lors du déclenchement de la Première Guerre mondiale, il retourne en Europe pour rejoindre l'armée de l'air belge.
Après la guerre, Charles Van Den Born retourne en Indochine pour soutenir le développement de l'aviation tel que la construction d'un aéroport à Saïgon. Dans les années 1930, il achète une exploitation agricole. En 1936, il reçoit la nationalité française.
Pendant la Seconde Guerre mondiale, il est emprisonné et torturé par l'armée japonaise. Ruiné et malade, il retourne en France. Il habite au château de la Légion d'honneur à Méracq. En 1958, il est mort dans une maison de retraite de la Légion d'honneur des suites d'une opération chirurgicale.

## Palmarès

### Championnats du monde
- Berlin 1908
  -  Médaillé de bronze de la vitesse

### Championnats d'Europe
- 1907
  -  Médaillé de bronze de la vitesse

### Championnats nationaux
- Champion de Belgique de vitesse en 1898, 1901, puis de 1905 à 1909 (2e en 1903 et 1904)

### Grand Prix
- Grand Prix d’Anvers : 1901
- Prix de l'Espérance : 1903
- Grand Prix de Buffalo : 1907[3],[4]
- Grand Prix de Noël : 1908

## Distinctions
- Chevalier de la Légion d'honneur (1930)

## Hommage

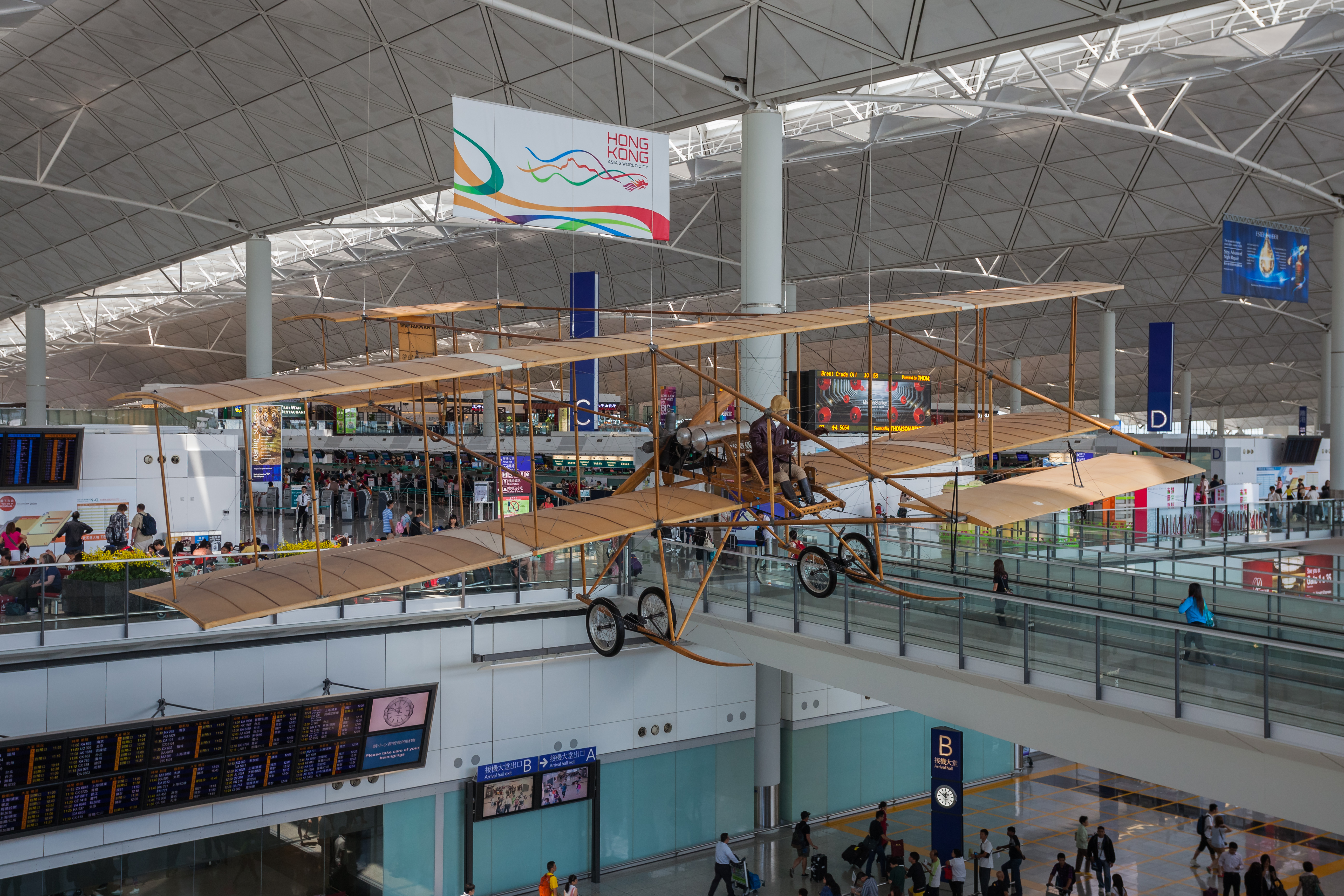
Spirit of Sha Tin, réplique de l'avion de Charles Van Den Born dans l'aéroport international de Hong Kong

Afin de célébrer le premier vol à Hong Kong, l'avion de Charles Van Den Born, baptisé Spirit of Sha Tin, est reconstruit et y effectue un vol le jour de la Fête du Roi des Belges le 15 novembre 1997. Depuis l'avion est suspendu dans l'aéroport international de Hong Kong.